# K-480 Ak Bars
El K-480 Ak Bars es un submarino de la clase Akula de la Armada rusa.

## Diseño
El Proyecto 971 tiene un diseño de doble casco. El cuerpo robusto está fabricado en acero aleado de alta calidad con σт = 1 GPa (10.000 kgf/cm²). Para simplificar la instalación del equipo, el barco se diseñó utilizando bloques zonales, lo que hizo posible transferir una cantidad significativa de trabajo desde las condiciones de hacinamiento de los compartimentos del submarino directamente al taller. Una vez finalizada la instalación, la unidad zonal se "enrolla" en el casco del barco y se conecta a los cables y tuberías principales de los sistemas del barco. Se utiliza un sistema de amortiguación de dos etapas: todos los mecanismos se colocan sobre cimientos amortiguados, además, cada unidad de zona está aislada del cuerpo por amortiguadores neumáticos de cuerda de goma. Además de reducir el nivel general de ruido de los submarinos nucleares, dicho esquema puede reducir el impacto de las explosiones submarinas en el equipo y la tripulación. El barco tiene una unidad de cola vertical desarrollada con una bola aerodinámica, en la que se encuentra la antena remolcada. También en el submarino hay dos propulsores reclinables y timones horizontales de proa retráctiles con flaps. Una característica del proyecto es la conexión acoplada sin problemas de la unidad de cola al casco. Esto se hace para reducir los remolinos hidrodinámicos que generan ruido.
El suministro de energía se lleva a cabo mediante una central nuclear. El barco líder, K-284 Akula, estaba equipado con un reactor nuclear refrigerado por agua a presión OK-650M.01. En pedidos posteriores, la AEU tiene mejoras menores. Algunas fuentes informan que los barcos posteriores están equipados con reactores OK-9VM. La potencia térmica del reactor es de 190 MW, la potencia del eje es de 50.000 litros. con. Dos motores eléctricos auxiliares en las columnas exteriores articuladas tienen una capacidad de 410 hp. con un generador diésel ASDG-1000.

## Construcción
El submarino fue depositado el 22 de febrero de 1985 en Sevmash, Severodvinsk. Botado el 16 de abril de 1988 y puesto en servicio el 29 de diciembre de 1988.

## Historial operativo
El 29 de diciembre de 1989, ingresó en la 24.ª División de Submarinos de la 3.ª Flotilla de Submarinos de la Flota del Norte.
El 24 de julio de 1991 recibió el nombre de Bares.
En 1996, se firmó un acuerdo de patrocinio con el gobierno de la República de Tartaristán.
En 1998, el nombre se cambió oficialmente a Ak Bars en honor a uno de los símbolos de la república.
El barco fue retirado de la Armada rusa el 1 de octubre de 2002, tras lo cual fue transferido a ARVI para su almacenamiento a largo plazo en Sayda Bay.
En 2007, fue remolcado al astillero Zvyozdochka para chatarra.
El 1 de diciembre de 2008, se arrió la bandera naval y se entregó el submarino a JSC TsS para su eliminación.
En abril de 2009 se iniciaron los trabajos preparatorios para la descarga del combustible nuclear gastado.
El 19 de febrero de 2010, a las 14.45 horas, se produjo un incendio en el submarino desmantelado en la bodega del tercer compartimento durante los trabajos de corte de gas. No hubo víctimas, el combustible nuclear gastado se descargó en ese momento.
Las estructuras del K-480 se utilizaron en la construcción del submarino nuclear estratégico Vladímir Monomaj.